# Borăscu
Borăscu is een Roemeense gemeente in het district Gorj.
Borăscu telt 3656 inwoners.